# نيمانيا يوفيتش
نيمانيا يوفيتش هو لاعب كرة قدم صربي، ولد في 8 أغسطس 2002 في زفورنيك في البوسنة والهرسك يلعب في نادي كلباء الإماراتي.

## وصلات خارجية
- نيمانيا يوفيتش على موقع الاتحاد الأوربي (الإنجليزية)
- نيمانيا يوفيتش على موقع قاعدة بيانات كرة القدم.إي يو (الإنجليزية)
- نيمانيا يوفيتش على موقع بيانات كرة القدم. دي إي (الألمانية)
- نيمانيا يوفيتش على موقع Soccerbase.com (لاعب) (الإنجليزية)
- نيمانيا يوفيتش على موقع Soccerway.com (الإنجليزية)
- نيمانيا يوفيتش على موقع عالم كرة القدم.نت (الإنجليزية)